# 四氟硼酸盐
四氟硼酸盐，又称氟硼酸盐，是具有阴离子BF4−的一类化合物。

## 性质
四氟硼酸盐加热分解放出三氟化硼和氟化物。

## 制备
四氟硼酸盐可以由四氟硼酸和金属或其氧化物、氢氧化物、碳酸盐反应得到。

## 性质
一些四氟硼酸盐的性质见下表：
| 化合物             | 化学式    | CAS号      | 性质                 |
| ------------------ | --------- | ---------- | -------------------- |
| 氟硼酸钠           | NaBF4     | 13755-29-8 | 白色固体             |
| 氟硼酸钾           | KBF4      | 14075-53-7 | 白色固体             |
| 氟硼酸铅           | Pb(BF4)2  | 13814-96-5 | 可溶于水             |
| 氟硼酸铜           | Cu(BF4)2  | 38465-60-0 | 可溶于水             |
| 四氟硼酸三甲基氧鎓 | Me3O+BF4- | 420-37-1   | 白色固体，甲基化试剂 |
| 氟硼酸硝酰         | NO2BF4    | 13826-86-3 |                      |
| 四氟硼酸䓬鎓       |           | 27081-10-3 | 稳定                 |

## 用途
BF4−作为非配位阴离子，在有机化学中，常用来代替易爆的ClO4−，但相比ClO4−，它容易水解，失去F−。它的亲核性和碱性比相应的硝酸根、卤离子甚至三氟甲磺酸根低。因此，当阳离子作为反应试剂时，这种四面体的阴离子是惰性的。它相比硝酸盐、卤化物更易溶于有机溶剂（具有亲脂性），但不足于六氟磷酸盐（PF6−）和六氟锑酸盐（SbF6−）。
四氟硼酸盐的另一个重要应用是离子液体。
在有机合成中，利用四氟硼酸盐的热分解反应也用于制备一些有机物，例如，烯基苯基碘鎓四氟硼酸盐的热分解可用于制备氟代烯烃。

## 拓展阅读
- Junya Katagiri, Siqingaowa Borjigin, Toshiaki Yoshioka, Tadaaki Mizoguchi. . Journal of Material Cycles and Waste Management. 2010-06, 12 (2): 136–146  [2022-03-07]. ISSN 1438-4957. doi:10.1007/s10163-009-0281-1 （英语）.